# Kotona Hayashi
Kotona Hayashi (japanska: 林琴奈), född 13 november 1999 i Sagamihara, Japan, är en volleybollspelare (passare). Hon spelar för Japans damlandslag i volleyboll och för klubblaget JT Marvelous. Hayashi spelade med landslaget i OS 2020 (spelat 2021) och VM 2022.